# سوزان کنر
سوزان کُنر (انگلیسی: Susanna "Susan" Kohner؛ زادهٔ ۱۱ نوامبر ۱۹۳۶) یک هنرپیشه اهل ایالات متحده آمریکا است.

## گزیده فیلمشناسی
از فیلم‌ها یا برنامه‌های تلویزیونی که وی در آن نقش داشته‌است می‌توان به آثار زیر اشاره کرد.
- آخرین واگن (فیلم ۱۹۵۶) (۱۹۵۶)
- تقلید زندگی (فیلم ۱۹۵۹) (۱۹۵۹)
- ماهیگیر بزرگ (۱۹۵۹)
- آلفرد هیچکاک تقدیم می‌کند (۱۹۵۸)